# Nicolae Stavarache
Nicolae Stavarache (n. 30 septembrie 1945, Cobadin, Constanța) este un fost sportiv la bob și sanie din anii 1960–1970, fiind primul sportiv român care a deschis drumul saniei de cursă în România.

## Bob

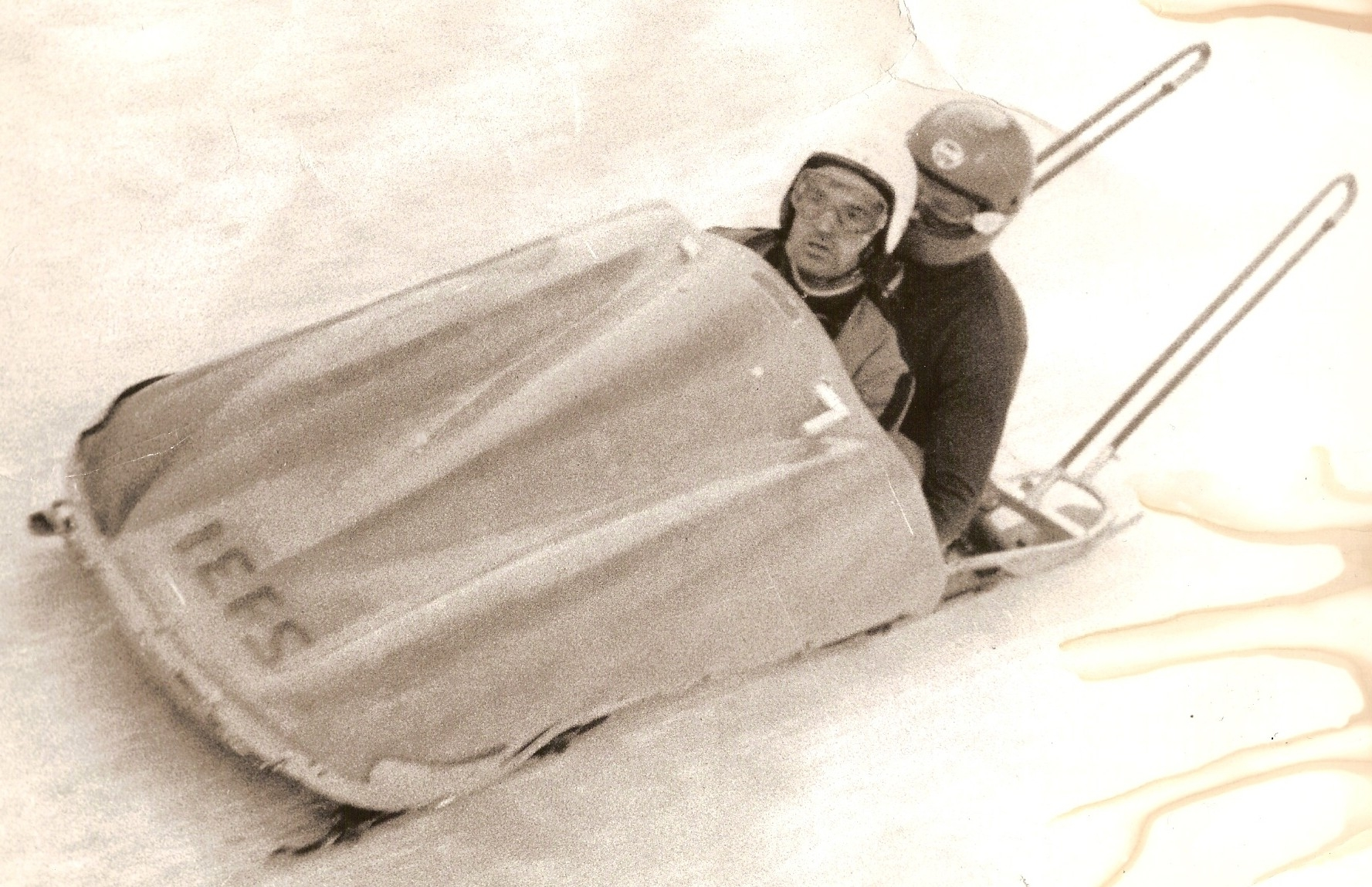
Nicolae Stavarache și Horia Iliesu în plina cursă de bob la Sinaia

A concurat pentru prima dată la bob la vârsta de 20 de ani, având ca antrenor pe fostul campion național Enea Henry, de la care a învățat tainele pilotajului de bob. De la el i se trage și porecla de „Mickiduță”. Spunându-i mereu așa, s-a ajuns ca și coechipierii și colegii de sport să-i spună „Micki Stavarache”. Având talent, a ajuns ca după un sezon să fie deja selecționat în lotul național de bob de tineret, iar mai târziu de seniori, participând, astfel, la diferite concursuri interne și internaționale, printre care sunt și campionatele europene de bob: 1968 la Breuil-Cervinia (Italia), 1969 la Cortina d'Ampezzo (Italia), 1970 la Königssee (Germania), 1971 la Königssee (Germania), 1972 la St. Moritz (Elveția).

## Sanie

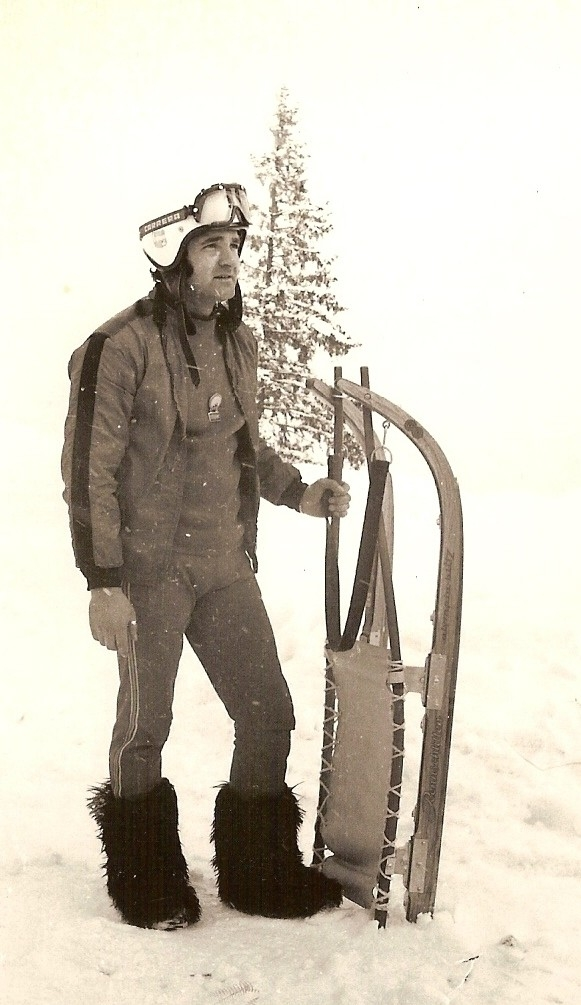
Nicolae Stavarache, pionierul saniei de cursă românești

Paralel cu bobul a concurat și la sanie pe pârtia de gheață de la Sinaia. A fost campion național la sanie în 1970 și 1973. Anul 1973 a fost debutul său internațional. Prin Nicolae Stavarache, participant la campionatele mondiale de sanie, Oberhof (Germania) în 17/18 februarie 1973, România este afiliată la FIL (Fédération Internationale de Luge de course).
În 1974 a fost licențiat ca antrenor de bob și sanie.
Împreună cu Dragoș Panaitescu, antrenor de bob, a înființat la IEFS (Institutul de Educație Fizică și Sport) din București, o nouă secție de bob și sanie. Fiind antrenor de sanie la IEFS București, Nicolae Stavarache formează un lot de băieți și fete dintre studenți, iar la îndemnul Secretarului General al Federației de Schi-Bob, Sanie, Petre Focșeneanu din CNEFS (Consiliul Național pentru Educație Fizică și Sport) București, înființează primul lot național de sanie de cursă în România.
În 1974 și 1975 a participat împreună cu Paiuc Valentin (student la IEFS) la mai multe concursuri internaționale de sanie la Oberhof (Germania),, Innsbruck (Austria) și Campionatele Europene pe pârtie naturală la Feld am See (Austria).
Studenții din lotul de sanie de la IEFS București au avut ca specializare și sania de cursă, având posibilitatea mai târziu de a duce mai departe această disciplină sportivă. În 1976 Nicolae Stavarache părăsește mișcarea sportivă din România, stabilindu-se în Germania, unde a continuat pentru o perioadă ca antrenor de bob. După ieșirea la pensie a revenit în țară și s-a stabilit în localitatea Breaza, județul Prahova.